# Alfred Errera
Alfred Errera (1886 - 1960) a fost un matematician belgian.
S-a ocupat de diferite probleme din topologie, pe care le-a expus la Congresul Internațional de Științe din 1935 și la Congresul Internațional de Recreații Matematice din același an.
A studiat probleme din teoria numerelor pe care le-a rezolvat cu ajutorul funcțiilor și privesc repartiția asimptotică a numerelor prime, probleme ridicate pentru prima dată de Adrien-Marie Legendre.
În 1927 a studiat problema culorilor unei hărți.
În 1932 a participat la Congresul Matematicienilor Români ținut la Drobeta-Turnu Severin.

## Scrieri
- 1923: Un théorème sur les liaisons (Paris)
- 1927: Periodico matematico
- 1935: Sur un problème de géométrie infinitésimale.

1. 1 2  Alfred Errera, NUKAT
2. 1 2  Alfred Errera, Autoritatea BnF
3. ↑  Autoritatea BnF, accesat în 10 octombrie 2015
4. 1 2  Genealogia matematicienilor
5. ↑   (PDF) https://orbi.uliege.be/bitstream/2268/319070/1/465472B_20_85.pdf Lipsește sau este vid: |title= (ajutor)
6. ↑   https://1886.u-bordeaux-montaigne.fr/s/1886/item/297005 Lipsește sau este vid: |title= (ajutor)